# 小适螳属
小适螳属（学名：Armeniola）是宽膝螳科的一属。

## 下属物种
本属包括以下物种：
- Armeniola laevis Giglio-Tos, 1915